# Наттаж
Натта́ж (фр. Nattages) — коммуна во Франции, находится в регионе Рона — Альпы. Департамент коммуны — Эн. Входит в состав кантона Белле. Округ коммуны — Белле.
Код коммуны — 01271.

## Население
Население коммуны на 2010 год составляло 564 человека.
| 1962 | 1968 | 1975 | 1982 | 1990 | 1999 | 2010 |
| ---- | ---- | ---- | ---- | ---- | ---- | ---- |
| 266  | 232  | 231  | 266  | 322  | 393  | 564  |